# Harold Gillies

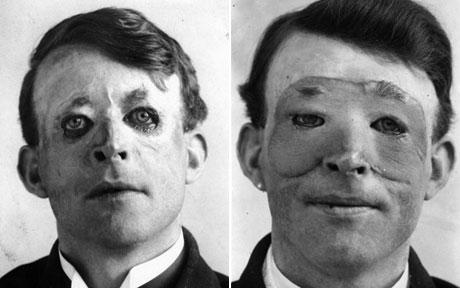
Walter Yeo, um marinheiro ferido na Batalha da Jutlândia, é considerado o primeiro paciente de cirurgia plástica, em 1917. A foto mostra antes e depois da cirurgia.

Sir Harold Delf Gillies (17 de junho de 1882 – 10 de setembro de 1960) foi um otorrinolaringologista neozelandês, conhecido como "pai da cirurgia plástica moderna" pelas técnicas que ele criou para reparar os rostos dos soldados que retornavam das trincheiras da Primeira Guerra Mundial.
Fez a primeira cirurgia plástica em 1917.

## Publicações
- Gillies HD. Plastic Surgery of the Face. Henry Frowde. 1920, 1983. ISBN 0-906923-08-5
- Gillies HD, Millard DR. The Principles and Art of Plastic Surgery. Butterworth. 1958.

### Reportagens
- http://www.pubmedcentral.nih.gov/articlerender.fcgi?artid=1512094
- https://web.archive.org/web/20070928160147/http://www.ejbjs.org/cgi/reprint/39/2/477
- https://web.archive.org/web/20070927032020/http://www.jbjs.org.uk/cgi/reprint/39-B/4/805

## Literatura
- Pound R. Gillies: Surgeon Extraordinary. Michael Joseph. 1964.
- Kennedy, Pagan (18 de março de 2007). «'The First Man-Made Man' (first chapter)». New York Times. Consultado em 25 de março de 2007
- «Harold Delf Gillies, plastic surgeon (1882-1960)». WW2 People's War Archive. BBC. Consultado em 25 de março de 2007
- «Gillies, Harold Delf (1882-1960)». Dictionary of New Zealand Biography. Consultado em 25 de março de 2007
- Slevin, Tom. ‘The Wound and the First World War: ‘Cartesian’ Surgeries to Embodied Being in Psychoanalysis, Electrification and Skin Grafting’ in Body and Society (Volume 14, No.2 2008) pp. 39–61.